# 몽골의 유럽 원정
몽골 제국의 유럽 원정은 13세기 초반인 1220년대부터 1240년대까지 일어났다. 몽골 제국군은 동유럽에서 볼가강 불가리아, 쿠마니아(Cumania), 알라니야, 키예프 루스국을 모두 정복했고, 중앙 유럽에서 분할된 폴란드의 공국들을 침공하기 시작했으며, 1241년 4월 9일 레그니차 전투와 1241년 4월 11일 모히 전투에서 헝가리 왕국과 전투를 벌이면서 절정에 이르렀다. 캅카스 지역에서는 조지아 왕국, 체첸인과 인구시인 등과 전투를 벌였으며, 발칸 반도에서는 크로아티아, 불가리아 제2제국, 라틴 제국과 전투를 벌였다. 이 원정은 몽골의 수부타이가 계획하였고, 칭기즈 칸의 손자인 바투 칸과 카단 오구르가 지휘했다. 정복한 동유럽의 많은 영토들은 킵차크 칸국에 합병했고, 이에 유럽의 왕국들은 서로 연합하여 몽골에 맞써야 한다는 것을 깨달았다. 유럽 왕국들은 서로 간의 갈등을 멈추고 몽골군에 대항했고, 결국 몽골군은 철수했다. 이후 유럽 왕국 간의 갈등은 다시 생겨났고, 몽골의 유럽 습격과 원정은 13세기 후반까지 계속되었다.

## 키예프 루스국
1253년, 오고타이 칸은 바투 칸에게 키예프 루스국을 정복하라고 명령했고, 몽케 칸, 귀위크 칸과 함께 주력군을 이끌고 1237년 12월, 랴잔에 도착했다. 그러나, 랴잔은 항복을 거부했고, 몽골군은 랴잔을 약탈한 후, 수즈달까지 침공했다. 대부분의 키예프 루스국의 군대가 패배했고, 키예프 루스국의 지휘자였던 유리 2세는 1238년 3월 4일, 시트강 전투에서 죽임을 당했다. 몽골군은 계속 진격하여 키예프 루스국의 블라디미르, 토르조크, 코젤스크와 같은 주요 도시들을 함락시켰다.
이후 몽골군은 시야를 돌려 킵차크인과 알란인을 침략하고 크림 반도를 약탈했다. 1240년 12월 6일에는 키예프, 할리치와 볼로디미르볼린스키를 점령했고, 바투 칸은 중앙유럽에 가기 전에 폴란드에 소규모 군대를 보내 폴란드를 조사했다. 첫 번째 부대는 궤멸당했고, 두 번째 부대는 폴란드군과의 전투에서 승리하고 돌아왔다.

## 같이 보기
- 몽골 제국의 정복 전쟁

### 참고 문헌
- Sverdrup, Carl (2010). "Numbers in Mongol Warfare". Journal of Medieval Military History. Boydell Press. 8: 109–17 [p. 115]. ISBN 978-1-84383-596-7.

## 추가 문헌
- Allsen, Thomas T. (2004년 3월 25일). 《Culture and Conquest in Mongol Eurasia》. Cambridge UP. ISBN 9780521602709.
- Atwood,  Christopher P. Encyclopedia of Mongolia and the Mongol Empire (2004)
- Chambers, James. The Devil's Horsemen: The Mongol Invasion of Europe (London: Weidenfeld and Nicolson, 1979)
- Christian, David. A History of Russia, Central Asia and Mongolia Vol. 1: Inner Eurasia from Prehistory to the Mongol Empire (Blackwell, 1998)
- Cook, David, "Apocalyptic Incidents during the Mongol Invasions", in Brandes, Wolfram / Schmieder, Felicitas (hg), Endzeiten. Eschatologie in den monotheistischen Weltreligionen (Berlin, de Gruyter, 2008) (Millennium-Studien / Millennium Studies / Studien zu Kultur und Geschichte des ersten Jahrtausends n. Chr. / Studies in the Culture and History of the First Millennium C.E., 16), 293–312.
- Halperin, Charles J. Russia and the golden horde: the Mongol impact on medieval Russian history (Indiana University Press, 1985)
- May, Timothy. The Mongol conquests in world history (Reaktion Books, 2013)
- Morgan, David. The Mongols, ISBN 0-631-17563-6
- Nicolle, David. The Mongol Warlords, Brockhampton Press, 1998
- Reagan, Geoffry. The Guinness Book of Decisive Battles, Canopy Books, New York (1992)
- Saunders, J.J.  The History of the Mongol Conquests, Routledge & Kegan Paul Ltd, 1971, ISBN 0-8122-1766-7
- Sinor, Denis (1999). “The Mongols in the West”. 《Journal of Asian History》 33 (1). 2009년 9월 1일에 원본 문서에서 보존된 문서. 2022년 2월 10일에 확인함.;  also in JSTOR
- Vernadsky, George. The Mongols and Russia (Yale University Press, 1953)
  - Halperin, Charles J. "George Vernadsky, Eurasianism, the Mongols, and Russia." Slavic Review (1982): 477–493. in JSTOR
- Craughwell, Thomas J. (2010년 2월 1일). 《The Rise and Fall of the Second Largest Empire in History: How Genghis Khan almost conquered the world》. Fair Winds. ISBN 9781616738518.
- Kauffman, JE (2004년 4월 14일). 《The medieval Fortress:Castles, Forts and Walled Cities of the medieval ages》. Da Capo Press. ISBN 978-0-306-81358-0.\
- Fagan, Brian (2010년 8월 1일). 《The Great Warming:Climate Change and the Rise and Fall of Civilization》. Bloomsbury Press. ISBN 978-1-59691-780-4.
- Penn, Imma (2007). 《Dogma Evolution & Papal Fallacies:An Unveiled History of Catholicism》. AuthorHouse. ISBN 978-1-4343-0874-0.